# Besa Shahini
Besa Shahini (* 1982 in Pristina, SFR Jugoslawien) ist eine kosovarisch-albanische Politikerin (parteilos) und Bildungswissenschaftlerin. Von 9. Januar 2019 bis 17. September 2021 war sie als Mitglied des Kabinetts Rama II Ministerin für Bildung, Sport und Jugend der Republik Albanien.

## Leben

### Kindheit und Jugend
Besa Shahini wuchs in der kosovarischen Hauptstadt Pristina auf und erlebte 1990 hautnah die Serbisierung und jugoslawische Zentralisierung des damaligen Kosovo mit. Ab 1997 nahm sie regelmäßig an Demos teil, die der damalige Studentenführer Albin Kurti in Pristina organisierte. Im selben Jahr emigrierte ihr Bruder nach Slowenien. 1998 überlegte sie als 16-Jährige, sich der UÇK anzuschließen.

### Studium und Ausbildung
1999 zog die Familie nach Kanada. In den ersten zwei Jahren dort überlegte sie Künstlerin zu werden, ging aber an die York University und studierte Politikwissenschaften und öffentliche Verwaltung. Als sie nach ihrem Studium in den Kosovo zurückkehrte, gründete sie dort den Think-Tank Kosovar Stability Initiative.
2009 schloss sie einen Master in Public Policy an der Hertie School in Berlin ab. Von September 2023 bis Mai 2024 kehrte sie als Henrik Enderlein Fellow wieder an die Hertie School zurück und arbeitete beim europapolitischen Think Tank Jacques Delors Centre zum EU-Erweiterungsprozess.

### Wissenschaftliche und gesellschaftliche Arbeit
2014 gründete sie einen weiteren, kleineren Think-Tank im Kosovo, das Education Plenum. Ab 2016 fokussierte sie sich vermehrt auf die Bildungspolitik und das Bildungssystem im Kosovo und in Albanien. Sie veröffentlichte über 20 wissenschaftliche Arbeiten zu diesem Gebiet.

### Albanische Bildungsministerin
Ende 2018 kam es in Albanien zu größeren Studentenprotesten, im Zuge dessen Ministerpräsident Edi Rama sein Regierungskabinett teilweise neu besetzte. So schlug er dem Kuvendi i Shqipërisë die zum damaligen Zeitpunkt stellvertretende Bildungsministerin Besa Shahini als Nachfolgerin von Lindita Nikolla (PS) vor. Sie wurde mit 77 von 140 Abgeordnetenstimmen gewählt. Sie ist die erste Kosovarin beziehungsweise Kosovo-Albanerin, die diesen Posten bekleidet. Vier Jahre später wurde sie von Evis Kushi abgelöst.

### Familie
Seit dem 3. April 2019 ist Besa Shahini mit Dardan Molliqaj, einem kosovarischen Politiker, verheiratet. Molliqaj war von 2017 bis 2019 Abgeordneter für die Partia Socialdemokrate e Kosovës (PSD) im Parlament der Republik Kosovo.